# Convolvulus dorycnium
Convolvulus dorycnium är en vindeväxtart. Convolvulus dorycnium ingår i släktet vindor, och familjen vindeväxter.

## Underarter
Arten delas in i följande underarter:
- C. d. dorycnium
- C. d. subhirsutus

## Bildgalleri

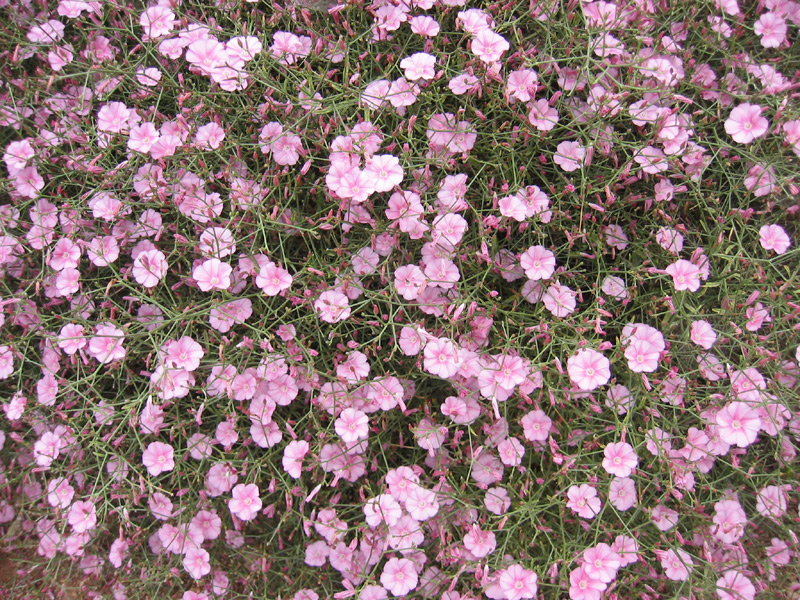